# Слобідка (Корюківський район)
Слобі́дка — село в Україні, у Менській міській громаді Корюківського району Чернігівської області. Населення становить 400 осіб. До 2016 орган місцевого самоврядування — Слобідська сільська рада.

## Географія
На південному сході від села бере початок річка Берествиця, права притока Десни. На південний схід від села розташована ботанічна пам'ятка природи — Урочище «Бурімка».

## Історія
12 червня 2020 року, відповідно до розпорядження Кабінету Міністрів України № 730-р «Про визначення адміністративних центрів та затвердження територій територіальних громад Чернігівської області», увійшло до складу Менської міської громади.
19 липня 2020 року, в результаті адміністративно-територіальної реформи та ліквідації Менського району, село увійшло до складу Корюківського району.

## Населення

### Мова
Розподіл населення за рідною мовою за даними перепису 2001 року:
| Мова       | Кількість | Відсоток |
| ---------- | --------- | -------- |
| українська | 618       | 99.2%    |
| російська  | 5         | 0.8%     |
| Усього     | 623       | 100%     |